# 蜜蟻

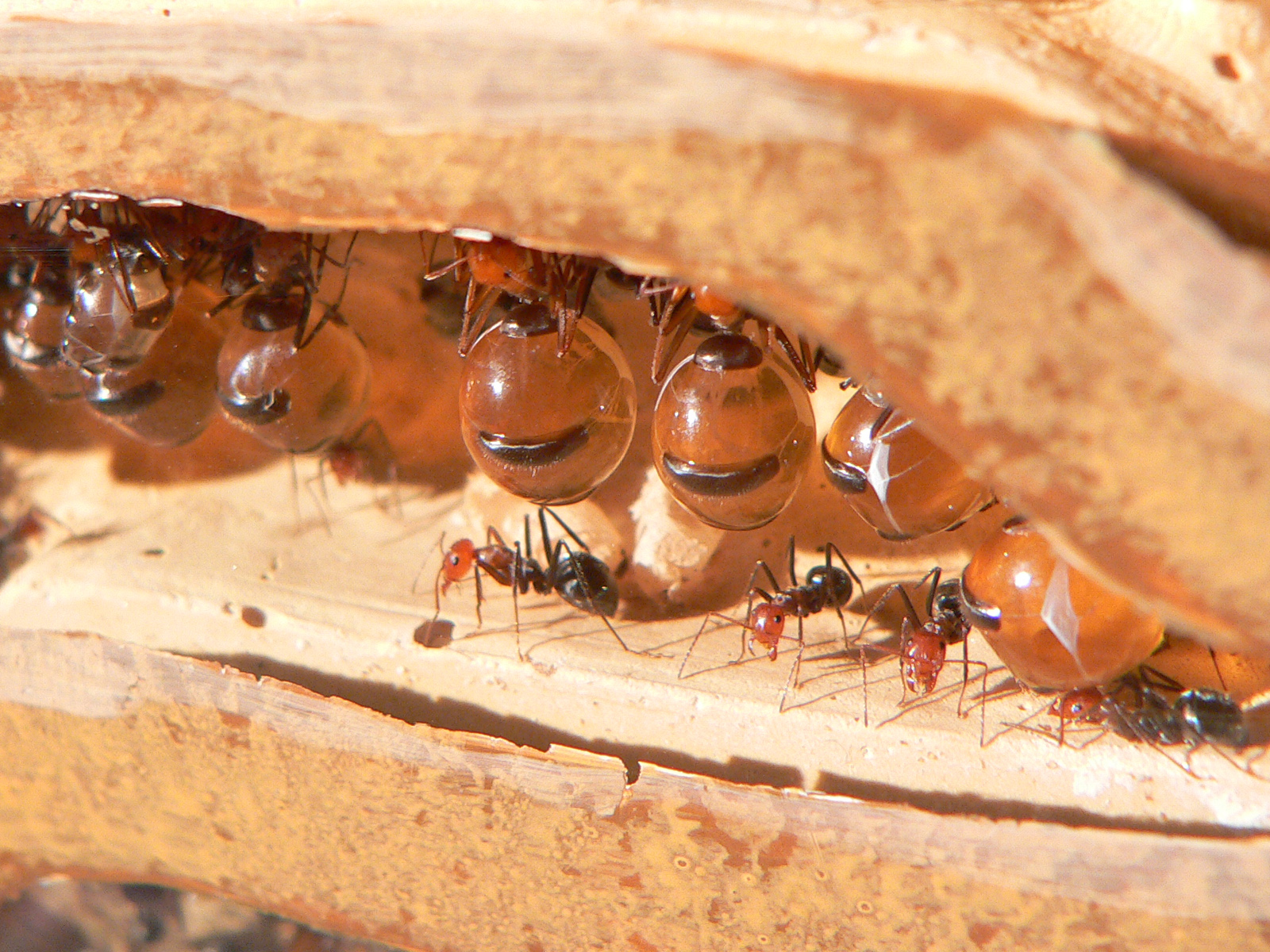
蜜罐蟻屬的蜜罐蟻，包含腹部富含糖蜜的貯蜜蟻及底下的一般工蟻

蜜蚁（英語：Honey Ant），又稱之為蜜壺蟻或蜜罐蟻（Honeypot Ant），是蜜罐蟻屬和弓背蚁属等幾屬螞蟻的統稱，最大特徵在於具有一種稱為貯蜜蟻的特殊階級，這些工蟻由其他工蟻餵食直到其腹部脹滿，類似於貯藏室。其他蟻群成員則能在食物缺乏時從這些貯蜜蟻取得營養。1881 年由亨利·C·麥庫克首次記錄，並於 1908 年由威廉·莫頓·惠勒正式發表。

## 行為
許多昆蟲，尤其是蜜蜂與數種胡蜂，會收集並儲存蜂蜜在蜂巢中。而蜜罐蟻最特別的地方在於牠們演化出專門負責儲存糖蜜的貯蜜蟻階級。當需要食物時，工蟻會去碰觸貯蜜蟻的觸角，而貯蜜蟻就會將儲存在嗉囊的糖蜜反芻吐回來餵予工蟻。

## 解剖學

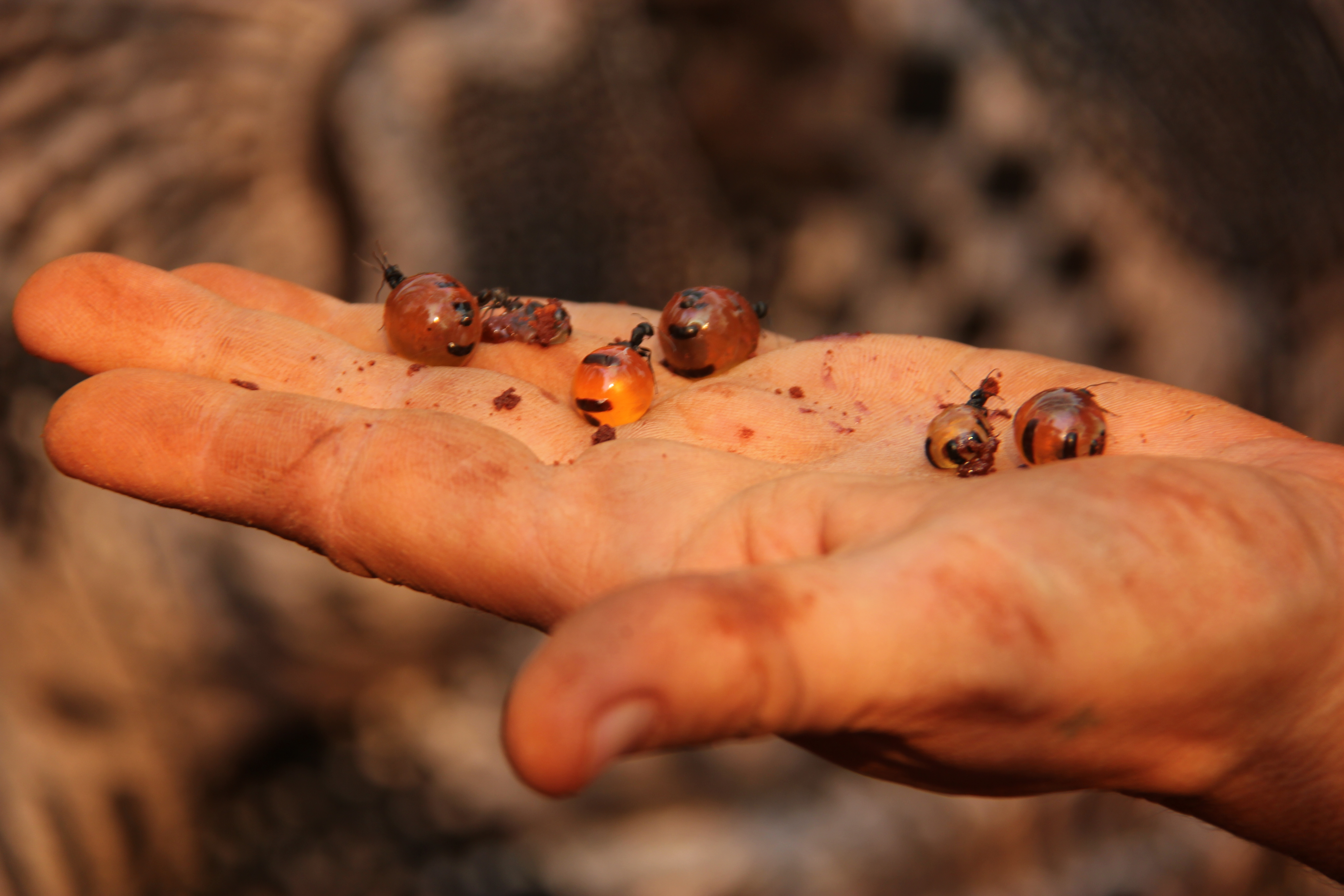
蜜蟻與人手大小的比較。其腹部因存滿了糖蜜而膨脹，背部每節骨片節節分離，骨片間的關節膜清晰可見

部分蜜罐蟻如膨咕巨山蟻（Camponotus inflatus）的腹部由堅硬的骨片與柔軟的關節膜所組成。當沒有儲存糖蜜時，關節膜會收摺並且使骨片重疊，外型就與一般螞蟻相差無異。而當腹部充滿糖蜜時，關節膜會完全撐開，使得骨片之間分離。

## 環境學
蜜罐蟻屬的巢穴可以在多種乾燥及半乾燥氣候的環境中發現。某些物種生活在特別炎熱的沙漠、某些物種生活在過渡性的棲息地、也有一些物種生活在低溫但仍然十分乾燥的林地。例如墨西哥蜜罐蟻（Myrmecocystus mexicanus）就棲息在美國西南部的乾燥及半乾燥氣候棲息地，不能生育的工蟻在食物稀少時會成為貯蜜蟻。當腹部完全填滿糖蜜時，這些貯蜜蟻會失去行走的能力，只能倒掛在地下巢穴的穴頂。其他工蟻則會從貯蜜蟻身上汲取糖蜜並且餵給蟻群中的其他成員。貯蜜蟻主要分布於巢穴的地下深處，腫脹的腹部可以膨脹到葡萄大小。
根據紀錄，澳洲的膨咕巨山蟻（Camponotus inflatus），1063隻螞蟻的蟻群中約有49%（516隻）為貯蜜蟻，4019隻螞蟻的蟻群則有46%（1835隻）為貯蜜蟻。較小的蟻群具有6隻無翼的蟻后。較大的蟻群中有66個蟻室具有貯蜜蟻，最多在一個蟻室中可以發現191隻貯蜜蟻。最大隻的貯蜜蟻體長為15（0.59英寸），體重達1.4克（0.049盎司）。蟻巢最深可達1.7（5英尺7英寸），蟻巢隧道最深處離巢穴口約2.4（7英尺10英寸）。工蟻在白天時會出外收集無脈相思樹的花蜜及藍舌石龍子的屍體。

## 具有蜜罐蟻行為的屬
蜜罐蟻在多個季節性活躍的螞蟻屬別中都可以發現：
- 澳洲弓背蟻屬（Camponotus）[9]
- 北非箭蟻屬（Cataglyphis）[9]
- 美拉尼西亞細臭蟻屬（Leptomyrmex）[9]
- 澳洲負蜜蟻屬（Melophorus）[9]
- 北美洲蜜罐蟻屬（Myrmecocystus）[9][10]
- 南非斜山蟻屬（Plagiolepis）
- 北美洲前結蟻屬（Prenolepis）[9]

## 人文
一些螞蟻例如 Melophorus bagoti 及弓背蟻屬物種為可食用昆蟲，且為澳大利亞原住民當地的食物來源之一。原住民會透過刮擦地面來尋找蜜罐蟻的巢穴入口，並且挖掘約 2 公尺深來取得蟻窩中的貯蜜蟻。瓦爾皮瑞人相信北領地的帕潘亞為創世神話「夢時光」中蜜蟻夢境的中心。蜜蟻也出現在 1971 年所繪製的帕潘亞圖拉「夢蜜蟻」畫作之中。
在 2011 年，BBC製作了一系列電視影集《自然世界》，其中一集《沙漠螞蟻帝國》中介紹了亞利桑那州沙漠中的小丑蜜罐蟻。這是第一次拍攝到數個蟻群的蜜蟻蟻后合作以建立新的蟻群。螞蟻專家伯特·霍尔多布勒表示這些蟻后透過合作所形成的大蟻群，可以更加確保所有蟻群成員的生存，更大的蟻群也代表著有更強的力量可以去掠奪附近其他較小的蟻群。

## 外部連結
- 维基共享资源上的相關多媒體資源：蜜蟻
- Myrmecos.net: Gallery of Myrmecocystus honeypot ant images
- Honey Ant Research Paper （页面存档备份，存于）
- Cal Academy Ant Exhibit